# Vi de gel
El vi de gel, o vi de glaç, és un vi fet de raïm glaçat amb una forta concentració de sucre. La tècnica per aconseguir aquest raïm consisteix a deixar sobremadurar el raïm al cep, que no es cull fins que hi ha la primera glaçada. Quan es gela el gra, l'aigua s'expandeix i trenca la pellofa del raïm. Així, es perd més aigua i el sucre és més concentrat.
Els vins de gel tenen una riquesa i una persistència aromàtica extraordinàries gràcies a la seva concentració i a una aciditat fora del comú.
És una tècnica que es fa a les regions fredes on es cultiva la vinya, sobretot a Alemanya i França, i es fa amb varietats com el gewürztraminer i el riesling, i també amb chardonnay, cabernet franc o vidal (aquest al Canadà). A Catalunya s'ha assajat amb èxit en àrees de la DO Penedès. Els més reputats es troben a Alemanya, sobretot al llarg del Mosel·la, el Saar i el Ruwer. Tant els alemanys com els austríacs són coneguts amb el nom d'Eiswein. Són sovint molt cars (250 euros per botella).
El Quebec té també una bona reputació en aquest terreny. Al Canadà, on no són tan cars, se'n troben igualment a la Colúmbia Britànica i a Ontario, a l'àrea de Niagara-on-the-Lake, a la confluència del riu Niàgara amb el llac Ontario. Cal subratllar que existeix també la sidra de gel al Quebec.